# Сборная Армении по хоккею с шайбой
Сборная Армении по хоккею с шайбой представляет Армению на международных турнирах по хоккею с шайбой. Управляется Федерацией хоккея Армении. Выступает в четвёртом дивизионе чемпионата мира по хоккею с шайбой.

## Достижения
Сборная Армении впервые должна была участвовать в третьем дивизионе чемпионата мира в 2003 году, однако Федерация хоккея Армении не успела оформить визы для игроков сборной. На чемпионате мира третьего дивизиона в 2004 и 2005 годах сборная Армении занимала последнее место. В 2004 году Армения не выиграла ни одного матча, пропустила 73 шайбы, забила 2. В 2005 году армяне также проиграли во всех матчах, пропустив в общей сложности 142 шайбы, и забив всего пять. На этом чемпионате Армения потерпела самое крупное поражение 0:48 от Мексики, причём в этой встрече в створ ворот голкипера сборной Армении Армена Лалаяна был произведён 121 бросок.
На турнире в третьем дивизионе в 2006 году в своём первом матче Армения уступила Турции со счётом 3:8, однако затем армяне всухую разгромили ирландцев — 6:0. Голкипер Лавик Газарян, парировав все 19 бросков, оформил первый «сухой» матч в истории армянского хоккея, а нападающий Джон Газанчян сделал хет-трик и дважды ассистировал партнёрам. На этом турнире также была одержана победа над сборной Люксембурга — 10:6. По итогам турнира сборная Армении заняла третье место.
Сборная Армении не участвовала в третьем дивизионе чемпионата мира 2007 из-за проблем с получением виз для игроков сборной. Вследствие этого, в 2008 году сборная Армении была вынуждена участвовать в квалификационном турнире за право выхода в третий дивизион чемпионата мира. В связи с неправомерным заявлением нескольких игроков, сборная Армении была дисквалифицирована, и ей было засчитано техническое поражение 0:5 в обоих проведённых матчах. На самом деле Армения проиграла Греции — 5:8 и выиграла у Боснии и Герцеговины — 18:1. Позднее конгресс Международной федерации хоккея с шайбой принял решение на год запретить Армении участие во всех турнирах, проводимых ИИХФ, поэтому в 2009 году сборная Армении в чемпионатах мира не участвовала.
16 сентября 2009 года по дороге в стамбульский аэропорт в автокатастрофе погибли президент Федерации хоккея Армении Карен Качатрян с женой Гаяне Арутюнян и сыном Левоном. Жертвами той же катастрофы стали вице-президент Федерации хоккея Грузии Денис Давыдов, генеральный секретарь грузинской федерации Лаша Цагарешвили и его супруга Тео Берценишвили.
Чемпионат мира в 3-м дивизионе в 2010 году проходил с 15 по 18 апреля в столице Армении Ереване. Сборная Армении выиграла все три матча и заняла первое место в группе, однако в матче за выход во второй дивизион уступила сборной Северной Кореи со счётом 5:2.
В конце мая 2010 года ИИХФ сообщила о том, что сборная Армении будет дисквалифицирована, а результаты её выступления аннулированы, поскольку Федерация хоккея Армении не предоставила достоверных сведений об игроках с двойным гражданством. По словам президента Федерации хоккея Армении Айка Джагацпаняна, произошло недоразумение и в скором времени решение будет пересмотрено. Но ИИХФ оставила дисквалификацию в силе, а сборная Армении со временем прекратила своё существование.

## Возрождение сборной Армении
В 2022 году, вместе с появлением Армянской хоккейной лиги, началась совместная работа лиги и Федерации хоккея Армении во главе с Ваграмом Саргсяном по возвращению национальной сборной на международную арену к 2025 году. В ноябре 2023 года на пост главного тренера был назначен Вадим Гуськов. Официальное возвращение сборной состоялось в феврале 2024 года на международном турнире «Ереванские ночи», в котором приняли участие команды «Роспресса» (Москва, Россия), «Олимп» (село Новоспасское, Россия) и Solar Bears (Лимассол, Кипр). Армения выиграла турнир, одержав три разгромные победы.
В мае 2024 года на конгрессе ИИХФ, который состоялся в Праге во время чемпионата мира в элитном дивизионе, было утверждено участие сборной Армении в чемпионате мира в дивизионе IV. Таким образом, Армения вернулась на чемпионат мира спустя 15 лет и выступит спустя долгое время на домашнем чемпионате мира.   
|                | Матчи | Победы | Ничьи | Поражения | Шайбы  | Разница |
| -------------- | ----- | ------ | ----- | --------- | ------ | ------- |
| Чемпионат мира | 18    | 6      | 0     | 12        | 70-250 | -194    |

| Год  | Дивизион                | Место                |
| ---- | ----------------------- | -------------------- |
| 2004 | Третий дивизион         | 5 (последнее)        |
| 2005 | Третий дивизион         | 5 (последнее)        |
| 2006 | Третий дивизион         | 3                    |
| 2007 | Третий дивизион         | -                    |
| 2008 | Квалификационный турнир | 2* (дисквалификация) |
| 2010 | Третий дивизион         | 2                    |
| 2025 | Четвёртый дивизион      | 2                    |

- Примечание: без учёта технической победы сборной Боснии и Герцеговины. Квалификационный турнир третьего дивизиона чемпионата мира по хоккею с шайбой 2008